# Cristiano da Dinamarca (1675–1695)
Cristiano da Dinamarca (Christian; Copenhague, 25 de março de 1675 – Ulm, 27 de junho de 1695) foi um príncipe dinamarquês. Era filho do rei Cristiano V da Dinamarca e sua esposa Carlota Amália de Hesse-Cassel.

## Biografia
Cristiano nasceu em 25 de março de 1675, no Castelo de Copenhague, sendo o terceiro dos oito filhos de Cristiano V, rei da Dinamarca e Noruega com sua consorte, a condessa Carlota Amália. 

Aos 12 anos, ele foi mencionado como um possível candidato ao trono da Polônia. Aos 14 anos, ele ficou encarregado das celebrações em homenagem ao aniversário de seu pai, que provavelmente trouxe a primeira ópera para a Dinamarca, a qual terminou com o incêndio de Sophie Amalienborg em 1689. Descrito como um jovem forte e animado, ele embarcou em sua primeira grande viagem à Itália em maio de 1695, logo após ter sido infectado pela varíola e faleceu em 27 de junho em Ulm. O corpo foi levado a Roskilde, onde o sepultamento ocorreu em 11 de setembro daquele ano. Ele nunca se casou e nem teve descendência.

## Ancestrais
1. ↑  Bricka, Carl Frederik. «529 (Dansk biografisk Lexikon / III. Bind. Brandt - Clavus)». runeberg.org (em dinamarquês). Consultado em 25 de julho de 2025